# 胡斯赛纳巴德
胡斯赛纳巴德（Hussainabad），是印度贾坎德邦Palamu县的一个城镇。总人口23433（2001年）。

## 人口
该地2001年总人口23433人，其中男性12303人，女性11130人；0—6岁人口4249人，其中男2174人，女2075人；识字率53.95%，其中男性为62.08%，女性为44.96%。